# László Réczi
László Réczi   (Kiskunfélegyháza, 14 de juliol de 1947) és un lluitador hongarès, ja retirat, especialista en lluita grecoromana, que va competir durant la dècada de 1970.
El 1972 va prendre part en els Jocs Olímpics d'Estiu de Munic, on quedà eliminat en sèries en la competició del pes ploma del programa de lluita grecoromana. Quatre anys més tard, als Jocs de Montreal, guanyà la medalla de bronze en la mateixa competició.
En el seu palmarès també destaquen tres medalles al Campionat del món, una d'or i dues de bronze, entre les edicions de 1973 i 1977; així com una medalla de bronze al Campionat d'Europa de lluita de 1977.